# Кисельова
Кисельо́ва (рос. Киселёва) — присілок у складі Тавдинського міського округу Свердловської області.
Населення — 112 осіб (2010, 132 у 2002).
Національний склад населення станом на 2002 рік: росіяни — 99 %.